# The Undefeated (2011)
The Undefeated is een Amerikaanse politieke documentaire uit 2011 volledig gewijd aan politicus Sarah Palin. De film was geregisseerd door Steve Bannon, die later zelf ook de politiek in ging als Senior Counselor voor president Trump. De film heeft een zeldzame 0%-score op Rotten Tomatoes wat betekent dat geen enkele recensie op die website positief over de film is. Palin was genomineerd voor een Razzie voor slechtste actrice maar verloor van Adam Sandler verkleed als vrouw in Jack and Jill.